# Noh Young-hak
Noh Young-hak (Seul, 1º aprile 1993) è un attore sudcoreano.

## Filmografia

### Cinema
- Seo-ur-i bo-inya? (서울이 보이냐??), regia di Song Dong-yoon (2008)
- Uri i-us-ui beomjoe (우리 이웃의 범죄?), regia di Min Byung-jin (2011)
- Sorigupsoe (소리굽쇠?), regia di Chu Sang-rok (2014)
- Sosu-uigyeon (소수의견?), regia di Kim Sung-je (2015)
- Seobujeonseon (서부전선?), regia di Chun Sung-il (2015)

### Televisione
- Hwarangjeonsa Maru (화랑전사 마루?) – serie TV (2006)
- Wanggwa na (왕과 나?) – serie TV (2007-2008)
- Dae-wang Sejong (대왕 세종?) – serie TV (2008)
- Iljimae (일지매?) – serie TV (2008)
- Sikgaek (식객?) – serie TV (2008)
- Seondeok yeo-wang (선덕여왕?) – serie TV (2009)
- Myeongga (명가?) – serie TV (2010)
- Giant (자이언트?, Ja-i-eonteuLR) – serie TV (2010)
- Road No. 1 (로드 넘버원?, Rodeu neombeo weonLR) – serie TV (2010)
- Hobakkkot sunjeong (호박꽃 순정?) – serie TV (2010-2011)
- Rock Rock Rock (락 ROCK 樂?) – miniserie TV, 4 episodi (2010)
- Jjakpae (짝패?) – serie TV (2011)
- Gyebaek (계백?) – serie TV (2011)
- Insu daebi (인수대비?) – serie TV (2011-2012)
- Sonyeo tamjeong Park Hae-sol (소녀 탐정 박해솔?, Sonyeo tamjeong Bak Hae-solLR) – miniserie TV (2012)
- Dae-wang-ui kkum (대왕의 꿈?) – serie TV (2012-2013)
- Daepungsu (대풍수?) – serie TV (2012-2013)
- 7geup gongmu-weol (7급 공무원?) – serie TV (2013)
- Sang-eo (상어?) – serie TV (2013)
- Bur-ui yeosin Jeong-i (불의 여신 정이?) – serie TV (2013)
- Who Are You (후아유?) – serie TV (2013)
- Nae son-eul jab-a (내 손을 잡아?) – serie TV (2013-2014)
- Triangle (트라이앵글?, Teura-i-aenggeulLR) – serie TV (2014)
- Ilpyeondansim mindeulle (일편단심 민들레?) – serie TV (2014-2015)
- Jingbirok (징비록?) – serie TV (2015)
- Bongmyeongeomsa (복면검사?) – serie TV (2015)
- Dubeonjjae seumulsal (두번째 스무살?) – serie TV (2015)
- Dalkomsalbeol family (달콤살벌 패밀리?, Dalkomsalbeol paemilliLR) – serie TV (2015-2016)
- Master - Guksu-ui sin (마스터 - 국수의 신?, Maseuteo - Guksu-ui sinLR) – serie TV (2016)
- Jeo haneur-e tae-yang-i (저 하늘에 태양이?) – serie TV (2016-2017)
- Saimdang, bich-ui ilgi (사임당, 빛의 일기?) – serie TV (2017)
- Doctor Lawyer (닥터 로이어?, Dakteo ro-i-eoLR) – serie TV (2022)

## Riconoscimenti
| Anno | Premio           | Categoria              | Opera nominata   | Risultato       |
| ---- | ---------------- | ---------------------- | ---------------- | --------------- |
| 2012 | KBS Drama Awards | Miglior giovane attore | Dae-wang-ui kkum | Vincitore/trice |